# Comté de Chester (Pennsylvanie)
Pour les articles homonymes, voir Comté de Chester.
Le comté de Chester est un comté américain de l'État de Pennsylvanie. Au recensement de 2020, le comté compte 534 413 habitants. Il était l'un des trois comtés originels de la Pennsylvanie créée par William Penn, en 1682, et est nommé d'après Cheshire en Angleterre. Le siège du comté se situe à West Chester.
Il s'agit du comté le plus prospère de Pennsylvanie. Il fait par ailleurs partie de la région de la vallée du Delaware.

## Démographie
| Groupe            | Comté de Chester | Pennsylvanie | États-Unis |
| ----------------- | ---------------- | ------------ | ---------- |
| Blancs            | 75,9             | 73,5         | 58         |
| Latino-Américains | 8,1              | 8,1          | 19         |
| Afro-Américains   | 5,3              | 10,5         | 12,1       |
| Asiatiques        | 6,6              | 3,4          | 6,2        |
| Métis             | 3,5              | 3,3          | 4,1        |
| Autres            | 0,4              | 0,4          | 0,5        |
| Amérindiens       | 0,1              | 0,1          | 0,9        |
| Océano-américains | 0,02             | 0,02         | 0,2        |
| Total             | 100              | 100          | 100        |

## Personnalités liées
- Rebecca Lukens (1794-1854), femme d'affaires américaine, y est née.
- Helen Taussig, pédiatre et cardiologue, y est décédée dans un accident de voiture le 20 mai 1986[3].